# Медичний переклад
Медичний переклад - це переклад різних документів (навчальних матеріалів, медичних бюлетенів, бланків з інформацією про лікарські засоби тощо), що потрібні для надання медичної допомоги, класифікації медичних виробів, продажу товарів або для клінічної, нормативної та технічної документації. Переклад і позначення медичних виробів або фармацевтичних препаратів державною мовою є вимогою до компаній та організацій у більшості країн. Місцеві лікарі, пацієнти та представники регуляторних органів часто мають потребу в перекладі документів для клінічних випробувань. Як правило, подання до регуляторних органів на офіційне затвердження теж мають мати переклад. Внаслідок суто технічного, делікатного та нормативного характеру медичних текстів, крім знання мов, медичний переклад вимагає спеціальної підготовки та обізнаності в даній галузі.

## Процес
Переклад медичних текстів може включати такі етапи:
- Отримання оригіналу тексту
- Переклад тексту на цільову мову
- Редагування матеріалу окремою особою задля забезпечення використання усталеної термінології та належного стилю
- Публікація перекладу в тому ж форматі, що й оригінал (наприклад, документ Word, вебсторінка, програма дистанційного навчання)
- Вичитування тексту аби впевнитися, що відформатований переклад має правильну пунктуацію, розриви рядків та сторінок, і відображається правильно
- Здійснення аналізу тексту експертом-носієм мови, щоб переконатись, що переклад відповідає всім вимогам

Бюро перекладів може здійснювати контроль над управлінням проектами та їхніми лінгвістичними аспектами.

## Якість та стандарти
Внаслідок своєї важливості для надання медичної допомоги, медичні тексти вимагають якісного перекладу. Міжнародна медична галузь має чітко врегульовані норми, тому медичні компанії, яким потрібно здійснити переклад документів, зазвичай обирають сертифіковані бюро перекладів, або такі, що відповідають одному або декільком із наступних стандартів:
- EN 15038(інші мови) — Європейський стандарт якості для компаній, що надають послуги з перекладу (Стандарти якості перекладу)
- ISO 9001 — Стандарт системи якості
- ISO 13485(інші мови) — Загальний стандарт для виготовлення медичних виробів[джерело?]

Велика кількість різноманітних нюансів, правил та труднощів у сфері медичного перекладу призвела до появи окремих перекладацьких компаній, які займаються виключно цим видом перекладу. Деякі з цих компаній мають у своєму складі медичних працівників, які контролюють процес перекладу.